# Wereldbeker noordse combinatie 2013/2014
De wereldbeker noordse combinatie 2013/2014 (officieel: FIS Nordic Combined World Cup presented by Viessmann) ging van start op 30 november 2013 in het Finse Kuusamo en eindigde op 16 maart 2014 in het Zweedse Falun. Hoogtepunt van het seizoen waren de Olympische Winterspelen 2014 in Sotsji.
De FIS organiseert enkel een wereldbeker voor mannen. De Duitser Eric Frenzel won, net als vorig seizoen, de algemene wereldbeker.

## Uitslagen

### Kalender
| Datum                                                                                                  | Plaats      | Detail             | Eerste                                                              | Tweede                                                                         | Derde                                                                     |
| --- | ----------- | ------------------ | ------------------------------------------------------------------- | ------------------------------------------------------------------------------ | ------------------------------------------------------------------------- |
| 30/11/2013                                                                                             | Kuusamo     | HS142 + 10 km      | Eric Frenzel                                                        | Jørgen Gråbak                                                                  | Magnus Krog                                                               |
| 01/12/2013                                                                                             | Kuusamo     | HS142 + 4 × 5 km   | Noorwegen Magnus Krog Jørgen Gråbak Mikko Kokslien Håvard Klemetsen | Duitsland Manuel Faißt Björn Kircheisen Johannes Rydzek Eric Frenzel           | Japan Taihei Kato Yoshito Watabe Hideaki Nagai Akito Watabe               |
| 07/12/2013                                                                                             | Lillehammer | HS106 + 10 km      | Jason Lamy-Chappuis                                                 | Akito Watabe                                                                   | Mikko Kokslien                                                            |
| 08/12/2013                                                                                             | Lillehammer | HS138 + 10 km      | Eric Frenzel                                                        | Magnus Krog                                                                    | Akito Watabe                                                              |
| 14/12/2013                                                                                             | Ramsau      | HS98 + 2 × 7,5 km  | Noorwegen I Mikko Kokslien Jørgen Gråbak                            | Noorwegen II Håvard Klemetsen Magnus Krog                                      | Italië Samuel Costa Alessandro Pittin                                     |
| 15/12/2013                                                                                             | Ramsau      | HS98 + 10 km       | Eric Frenzel                                                        | Håvard Klemetsen                                                               | Mikko Kokslien                                                            |
| 21/12/2013                                                                                             | Schonach    | HS106 + 10 km      | Magnus Moan                                                         | Håvard Klemetsen                                                               | Akito Watabe                                                              |
| 22/12/2013                                                                                             | Schonach    | HS106 + 10 km      | Jason Lamy-Chappuis                                                 | Johannes Rydzek                                                                | Akito Watabe                                                              |
| 04/01/2014                                                                                             | Tsjaikovski | HS106 + 10 km      | Tim Hug                                                             | Björn Kircheisen                                                               | Miroslav Dvořák                                                           |
| 05/01/2014                                                                                             | Tsjaikovski | HS140 + 10 km      | Wilhelm Denifl                                                      | Björn Kircheisen                                                               | Miroslav Dvořák                                                           |
| 11/01/2014                                                                                             | Chaux-Neuve | HS118 + 10 km      | Mikko Kokslien                                                      | Magnus Krog                                                                    | Jørgen Gråbak                                                             |
| 12/01/2014                                                                                             | Chaux-Neuve | HS118 + 2 × 7,5 km | Duitsland II Tino Edelmann Fabian Rießle                            | Noorwegen II Mikko Kokslien Jørgen Gråbak                                      | Duitsland I Johannes Rydzek Eric Frenzel                                  |
| 17/01/2014                                                                                             | Seefeld     | HS100 + 5 km       | Eric Frenzel                                                        | Magnus Moan                                                                    | Tino Edelmann                                                             |
| 18/01/2014                                                                                             | Seefeld     | HS100 + 10 km      | Eric Frenzel                                                        | Johannes Rydzek                                                                | Magnus Moan                                                               |
| 19/01/2014                                                                                             | Seefeld     | HS100 + 15 km      | Eric Frenzel                                                        | Håvard Klemetsen                                                               | Magnus Moan                                                               |
| 25/01/2014                                                                                             | Oberstdorf  | HS140 + 4 × 5 km   | Duitsland Tino Edelmann Johannes Rydzek Fabian Rießle Eric Frenzel  | Frankrijk Maxime Laheurte François Braud Sébastien Lacroix Jason Lamy Chappuis | Oostenrijk Wilhelm Denifl Marco Pichlmayer Christoph Bieler Mario Stecher |
| 26/01/2014                                                                                             | Oberstdorf  | HS140 + 10 km      | Eric Frenzel                                                        | Jan Schmid                                                                     | Akito Watabe                                                              |
| 7 tot en met 23 februari 2014: Olympische Winterspelen 2014 in Sotsji (telt niet mee voor wereldbeker) |             |                    |                                                                     |                                                                                |                                                                           |
| 28/02/2013                                                                                             | Lahti       | HS130 + 10 km      | Johannes Rydzek                                                     | Akito Watabe                                                                   | Eric Frenzel                                                              |
| 01/03/2013                                                                                             | Lahti       | HS130 + 2 × 7,5 km | Noorwegen I Håvard Klemetsen Jørgen Gråbak                          | Duitsland I Eric Frenzel Johannes Rydzek                                       | Frankrijk I François Braud Sébastien Lacroix                              |
| 06/03/2013                                                                                             | Trondheim   | HS134 + 10 km      | Johannes Rydzek                                                     | Jørgen Gråbak                                                                  | Magnus Moan                                                               |
| 08/03/2013                                                                                             | Oslo        | HS134 + 10 km      | Johannes Rydzek                                                     | Magnus Moan                                                                    | François Braud                                                            |
| 15/03/2013                                                                                             | Falun       | HS100 + 10 km      | Akito Watabe                                                        | Jørgen Gråbak                                                                  | Alessandro Pittin                                                         |
| 16/03/2013                                                                                             | Falun       | HS100 + 4 × 5 km   | Afgelast                                                            | Afgelast                                                                       | Afgelast                                                                  |

### Eindstanden
| Algemene wereldbeker        | Algemene wereldbeker | Algemene wereldbeker | Algemene wereldbeker |
| #                           | Atleet               | Land                 | Punten               |
| --------------------------- | -------------------- | -------------------- | -------------------- |
| 1                           | Eric Frenzel         | GER                  | 1.031                |
| 2                           | Johannes Rydzek      | GER                  | 779                  |
| 3                           | Akito Watabe         | JPN                  | 730                  |
| 4                           | Magnus Moan          | NOR                  | 571                  |
| 5                           | Håvard Klemetsen     | NOR                  | 530                  |
| 6                           | Jason Lamy-Chappuis  | FRA                  | 526                  |
| 7                           | Jørgen Gråbak        | NOR                  | 509                  |
| 8                           | Mikko Kokslien       | NOR                  | 454                  |
| 9                           | Wilhelm Denifl       | AUT                  | 380                  |
| 10                          | Magnus Krog          | NOR                  | 368                  |
| Eindstand na 17 wedstrijden |                      |                      |                      |

| Landenklassement            | Landenklassement | Landenklassement |
| #                           | Land             | Punten           |
| --------------------------- | ---------------- | ---------------- |
| 1                           | Duitsland        | 4.123            |
| 2                           | Noorwegen        | 4.025            |
| 3                           | Oostenrijk       | 2.707            |
| 4                           | Frankrijk        | 1.905            |
| 5                           | Japan            | 1.628            |
| 6                           | Verenigde Staten | 916              |
| 7                           | Italië           | 825              |
| 8                           | Finland          | 670              |
| 9                           | Slovenië         | 564              |
| 10                          | Tsjechië         | 471              |
| Eindstand na 22 wedstrijden |                  |                  |

## Organisatie
De organisatie (Austria Ski Nordic Veranstaltungsgesellschaft m.b.H.) van de wereldbeker Noordse Combinatie van 14.12.2013 t/m 15.12.2013 in Ramsau am Dachstein ontving een subsidie van € 49.950 van de deelstaat Stiermarken.